# Usmań
Usmań – miasto w Rosji, w obwodzie lipieckim. W 2010 roku liczyło 18 685 mieszkańców.